# Генівка
Ге́нівка — село в Україні, у Мигіївській сільській громаді Первомайського району Миколаївської області. Населення становить 262 особи.

## Історія
Раніше у цьому селі проживали декілька сімей. Одного дня шляхтича на ім'я Генадій зацікавило село, і він скупив 30000 сотиків землі та створив тут свій хутір. Звідси й пішла назва села — Генівка. 
З фронтів Другої світової війни не повернулось 53 мешканці Генівки. 12 жителів села загинуло під час окупації та бойових дій.

## Населення

### Мова
Розподіл населення за рідною мовою за даними перепису 2001 року:
| Мова       | Кількість | Відсоток |
| ---------- | --------- | -------- |
| українська | 226       | 86.26%   |
| російська  | 19        | 7.25%    |
| вірменська | 11        | 4.20%    |
| румунська  | 6         | 2.29%    |
| Усього     | 262       | 100%     |

## Пам'ятки
- Недалеко від села Геніка розташовані ракетні шахти
- На Генівському кладовищі розташована Братська могила радянських солдатів (1944)